# Exist trace
Exist trace (exist†trace) – japońska grupa muzyczna założona w 15 czerwca 2003 roku. Jest to jedna z nielicznych grup na scenie visual kei, którą tworzą wyłącznie kobiety. Exist trace gra rock alternatywny i gothic rock/metal. Charakterystyczny dla zespołu jest kobiecy głos Jyou (w wielu piosenkach także growluje) dość rzadki w nurcie visual kei.

## Członkowie
- wokal: ジョウ (Jyou)
- gitara/wokal: ミコ (Miko)
- gitara: 乙魅 (Omi)
- bass: 猶人 (Naoto)
- perkusja:マリ (Mally)

## Dyskografia
Albumy
- Summit03 (29.11.2006)

Wytwórnia – Sequence Records
1. Mabushii hodo no kurayami no naka de
2. Dream to watch (SULFURIC ACID)
3. Machikado Jouwa (Monokuro Kinema)
4. A stiff tells (gemmik)
5. Sen no uso ni kowasareta hitori no shounen (Garu eve)
6. Murushii – Shoushin (Kurara Zeroshiki)
7. Escargot children (13)
8. Tori Ningen (Tokyo Michael̻)
9. Beauty delusions garden (Poitrine)
10. Cradle (HIZAKI grace project)

- Fool’s mate select omnibus seduction #1 (26.12.2007)

1. Fetters (-OZ-)
2. Taran-tula Envus)
3. Setsuna gasane (Anjyu’)
4. Sacrifice baby
5. Shoujo to ame (Hachi -Biene-)
6. Cold prey (ClearVeil)
7. Ketsuraku (Monokuro Kinema)
8. Uso tsuki (【_Vani;lla】)
9. Namida no ato (GAM)

- Summit04 (30.01.2008)

Wytwórnia – Sequence Records
1. Venom
2. Sacrifice (Venus)
3. Keeping SecreT (Dear Bitch)
4. Mujou Mayaku (Panic Channel)
5. Precious (NevaR)
6. Tori Monogatari V (~KOЯO~)
7. Kodou (ClearVeil)
8. Fancy (Key)
9. You’re here... (Art Cube)

- Sequence Records Family Party 2008 Europe Limited Edition

Wytwórnia – Sequence Records
Kraj wydania – Niemcy
1. Pain~Wing...
2. Escargot
3. Fancy
4. 渦
5. Lovers
6. Tori Monogatari V (鳥物語V)
7. Judgement
8. VICE
9. Venom
10. Kamisori (カミソリ)(Bonus Track)
11. Loser (Bonus Track)
12. 予防接種 (Bonus Track)

- Recreation Eve (19.11.2008)

Wytwórnia – Sequence Records
1. Judea
2. Liquid
3. Lilim (リリム)
4. Mabushii hodo no kurayami no naka de (眩しい程の暗闇の中で)
5. Hai no yuki (灰ノ雪)
6. Water
7. Sacrifice baby
8. Under mind
9. Venom
10. End-less
11. Re-prologue

- Summit05 (10.12.2008)

Wytwórnia – Sequence Records)
1. A got confinement (Art Cube)
2. Judea
3. LONELY GIRL «15» (Dear Bitch)
4. iys. -XmasVer.- (anucia)
5. Last Scene (NevaR)
6. Lovers (GallowS)
7. Hitomishiri (Liqueur)
8. Crime (LSD)
9. Blood sucker (Dark Shneider)
10. EDEN (Venus)
11. Nazori uta (Byakura)
12. 829Partner (PANIC★ch)
13. Celtic (Since1889)

- Shock Edge 2009 (14.09.2009)

Wytwórnia – Starchild
1. Rebel:Sicks, Shadow:Six (DELUHI)
2. Booker Go Go (Hana Shounen Baddies)
3. Glitter 0 (Jewel)
4. Myoujou (MaitoreiA)
5. R-A-T 0 (Ap(r)il)
6. Toki no Shiori (SwallowtaiL)
7. Shishoku (Kiryuu)
8. Liquid
9. Jammy’s Elegy (Goshujinsama Senjou Kisai Gakudan -Virgil-)
10. Salute&Gun55 (SOMATIC GUARDIAN)
11. Veronika (VanessA)
12. UTOPIA (Hi:BRiD)
13. Koukaku Halation (canzel)

- Neo Voltage (26.05.2010)

Wytwórnia – Avex
1. In my secret... (v[NEU])
2. Days. (HERO)
3. Unforgive you
4. SPACY LOVER (Serial⇔NUMBER)
5. Rakuyou (Baddies)
6. Kousai no chinden (Aioria)
7. Shunkashuutou (Aicle)
8. AUTO DEATH CUSSION (【_Vani;lla】)
9. The V-Keippoikyoku (Golden Bomber)
10. Shiki – (VelBet)
11. Wish Upon A Star (canzel)
12. Foolish (Rin)

- Twin Gate (03.11.2010)

Wytwórnia – Daiki Sound
1. Decide
2. Orléans no shoujo (オルレアンの少女)
3. Knife (Album mix)
4. Neverland
5. Vanguard
6. Blaze
7. Unforgive you
8. [Owari no nai sekai] (「終わりのない世界」)
9. Cradle

- Twin Gate US (15.12.2010)

Wytwórnia – JapanFiles.com
Kraj wydania – USA
1. Decide
2. Orléans no shoujo (オルレアンの少女)
3. Knife (Album mix)
4. Neverland
5. Resonance
6. Vanguard
7. Blaze
8. Unforgive you
9. [Owari no nai sekai] (「終わりのない世界」)
10. Cradle

Minialbumy
- Annunciation -The Heretic Elegy- (1st press) (13.12.2006)

Wytwórnia – Sequence Records
1. Water
2. Sacrifice baby
3. Hai no yuki (灰ノ雪)
4. Mabushii hodo no kurayami no naka de (眩しい程の暗闇の中で)
5. Baptism
6. End-less
7. DVD-01. Judea

- Annunciation -The Heretic Elegy- (2nd press) (10.01.2007)

Wytwórnia – Sequence Records
1. Water
2. Sacrifice baby
3. Hai no yuki (灰ノ雪)
4. Mabushii hodo no kurayami no naka de (眩しい程の暗闇の中で)
5. Baptism
6. End-less

- Deviant’s Struggle (20.06.2007)

Wytwórnia – Sequence Records
1. Gemine Malice
2. Lilim (リリム)
3. A square ~saigo no kotoba~ (a square room～最後の言葉～)

- Demented Show20070715 (09.09.2007) – edycja limitowana (500 płyt)

Wytwórnia – Sequence Records
1. Sacrifice baby (live)
2. Judea (live)
3. Liquid (live)
4. Lilim (live) (リリム – live)
5. Proof of the blood (live)
6. Venom (live)

- Demented Show20070715 (31.10.2007) – edycja limitowana (1000 płyt)

Wytwórnia – Sequence Records
1. Sacrifice baby (live)
2. Judea (live)
3. Liquid (live)
4. Lilim (live) (リリム – live)
5. Proof of the blood (live)
6. Venom (live)

- Black:List&exist†trace (Europe Edition) (16.10.2008)

Kraj wydania – Niemcy
1. Throw hope away
2. Grief
3. Melancholy
4. Liquid
5. Under Mind
6. Halt

- Vanguard -Of the Muses- (22.04.2009)

Wytwórnia – Monster’s Inc.
1. Vanguard
2. Rouge
3. Hana no Sakanai Machi (花の咲かない街)
4. Requiem
5. Orléans no shoujo (オルレアンの少女)
6. Lost in Helix

- Ambivalent Symphony (21.10.2009)

Wytwórnia – Monster’s Inc.
1. Resonance
2. Umi no shizuku (海の雫)
3. -overture-
4. Ambivalence
5. Forward
6. Wrath
7. [Owari no nai sekai] (「終わりのない世界」)
8. DVD-01. Resonance (Special edit ver. + video clip)
9. DVD-02. Vanguard (Video clip)

- True (Regular Edition)(通常盤) (15.06.2011)

Wytwórnia – Tokuma Japan Communications Co., Ltd.
1. True
2. Honnou (本能)
3. Tokoyami no yoake (常闇の夜明け)
4. Kiss in the dark
5. Jiyuu no sora, chijou no uta (自由の空、地上の歌)

- True (Limited Edition) (初回限定盤) (15.06.2011)

Wytwórnia – Tokuma Japan Communications Co., Ltd.
1. True
2. Honnou (本能)
3. Tokoyami no yoake (常闇の夜明け)
4. Kiss in the dark
5. Jiyuu no sora, chijou no uta (自由の空、地上の歌)
6. DVD-01. True(Video clip + Special movie 5)

Single
- Ambivalence (26.08.2005) – edycja limitowana (1000 płyt)

Wytwórnia – Sequence Records
1. Proof of the blood
2. Kiba (牙)

- Funeral Bouquet (1st press)(15.02.2006)

Wytwórnia – Sequence Records
1. Judea
2. Anecdote
3. Marchen

- Riot (17.07.2006)

Wytwórnia – Sequence Records
1. The colors
2. Venom

- Funeral Bouquet (2nd press) (10.01.2007)

Wytwórnia – Sequence Records
1. Judea
2. Marchen

- Liquid (18.07.2007)

1. Liquid
2. Under Mind
3. Halt

- Hana no Sakanai Machi (花の咲かない街) (18.03.2009)

Wytwórnia – Monster’s Inc.
1. Hana no Sakanai Machi

- Vanguard (18.03.2009)

Wytwórnia – Monster’s Inc.
1. Vanguard

Maxi single
- Knife (02.06.2010)

Wytwórnia: Monster’s Inc.
1. Knife
2. Mirror
3. Liquid (2010 vo. retake ver.)

Demo
- Hai no Yuki (灰ノ雪) (22.02.2004) – dystrybucja wolna od 22.02.2004 – 20.06.2004

1. Under world gate
2. Hai no yuki

- Kokumu (黒霧) (01.07.2004) – dystrybucja wolna

1. FoLly
2. Hai no yuki

DVD
- Silent Hill 20061125 Pavillion at which deer barks ~Sequence Summit 2006~ (1st press) (31.01.2007)

Wytwórnia – Sequence Records
1. Sacrifice baby

- Silent Hill 20061125 Pavillion at which deer barks ~Sequence Summit 2006~ (2nd press) (07.03.2007)

Wytwórnia – Sequence Records
1. Sacrifice baby

- 0704272930 (Materiały pochodzą z wydarzenia „Sequence SUMMIT -Fan Kansha DAY- Toumeihan 3days”) (21.07.2007)

1. Real (リアル)
2. Voice
3. Desperate
4. Gemine Malice
5. Lilim (リリム)
6. Judea